# George Van Horn Moseley

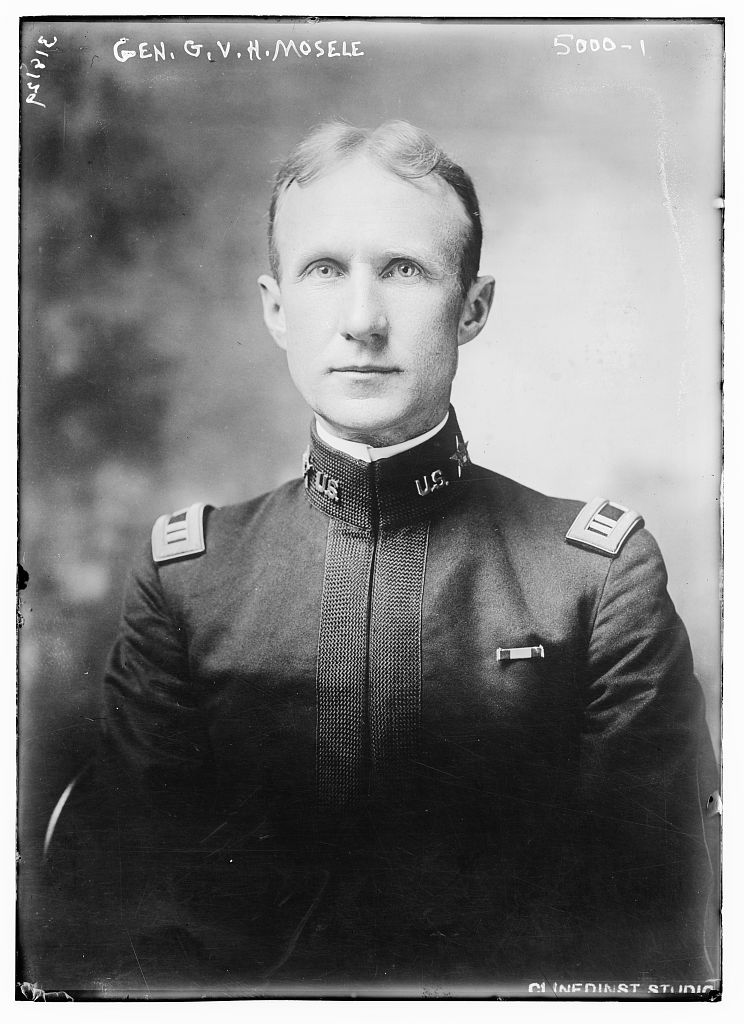
George Van Horn Moseley

George Van Horn Moseley (* 28. September 1874 in Evanston, Cook County, Illinois; † 7. November 1960 in Atlanta, Georgia) war ein Generalmajor der United States Army. Er kommandierte unter anderem die 3. Armee. Er fiel auch durch seine Fremdenfeindlichkeit und seinen Antisemitismus auf.
In den Jahren 1896 bis 1899 durchlief George Moseley die United States Military Academy in West Point. Nach seiner Graduation wurde er als Leutnant der Kavallerie zugeteilt. In der Armee durchlief er anschließend alle Offiziersränge bis zum Zwei-Sterne General.
In seinen jüngeren Jahren absolvierte er den für Offiziere in den niederen Rangstufen üblichen Dienst in verschiedenen Einheiten und Standorten. Dabei war er auch als Stabsoffizier eingesetzt. Zwischen 1900 und 1907 war er zwei Mal auf den Philippinen stationiert. Während seiner ersten Dienstzeit war noch der Philippinisch-Amerikanische Krieg in vollem Gange, an dem er auch aktiv teilnahm. Im Jahr 1909 absolvierte er das Command and General Staff College und 1911 das United States Army War College. In den Jahren 1916 und 1917 war er während der Mexikanischen Expedition an der Grenze zu Mexiko eingesetzt.
Während des Ersten Weltkriegs gehörte Moseley den American Expeditionary Forces an. Dabei war er Stabsoffizier für Logistik im Armee-Hauptquartier. An Kampfhandlungen nahm er daher nicht teil. In den 1920er Jahren war er abwechselnd als Kommandeur verschiedener militärischer Einheiten und als Stabsoffizier in verschiedenen Verwendungen tätig. Anfang der 1920er Jahre war er Mitglied der Harbord Commission, die Vorgänge in Armenien während des Ersten Weltkriegs untersuchte, bei denen es um das Verhalten der Türken gegen die Armenier ging. Die Vorwürfe reichten von Deportationen bis hin zur Massenvernichtung.
Im Jahr 1921 wurde Moseley zum Brigadegeneral befördert. Zu seinen militärischen Kommandos in jenen Jahren gehörte der Oberbefehl über die in Texas stationierte 2. Feldartilleriebrigade (1920/1921) und die 11. Artilleriebrigade in Honolulu (1924–1927). Im November 1927 übernahm George Moseley von Samuel D. Rockenbach das Kommando über die 1. Kavalleriedivision. Diese in Fort Bliss in Texas stationierte Einheit kommandierte er bis September 1929.
Nachdem er sein Kommando als Divisionskommandeur an Charles J. Symmonds abgetreten hatte, wurde Moseley am 22. Dezember 1930 stellvertretender Stabschef der US-Army (Deputy Chief of Staff of the United States Army). Dieses Amt bekleidete er bis zum 22. Februar 1933.
Im Jahr 1931 wurde er zum Generalmajor befördert. Als Deputy Chief of the Army unterstand er Douglas MacArthur und war an der Niederschlagung der Bonus Army beteiligt. In den Jahren 1933 und 1934 kommandierte Moseley die Fifth Corps Area und danach die Fourth Corps Area. Am 1. Oktober 1936 wurde er als Nachfolger von Frank Parker neuer Kommandeur der 3. Armee. Diese Armee war allerdings bis zum Beginn des Zweiten Weltkriegs nicht für Kampfhandlungen einsatzbereit. Sie bestand eher formal und war hauptsächlich mit Ausbildungsaufgaben betraut. Moseley behielt seine Stelle bis zum 30. September 1938. An diesem Tag übergab er das Kommando an Stanley D. Embick. Gleichzeitig ging er in den Ruhestand.
Schon vor seiner Pensionierung war Moseley durch eine fremdenfeindliche und antisemitische Grundhaltung aufgefallen. Er setzte sich nach seiner Pensionierung für eine Zwangssterilisation von Flüchtlingen aus Nazi-Deutschland ein, weil diese seiner Meinung nach eine Gefahr für die Zukunft Amerikas darstellten. Im Jahr 1939 warnte Moseley vor dem Komitee für unamerikanische Umtriebe vor einer angeblich jüdisch-kommunistischen Revolution in den Vereinigten Staaten. Gleichzeitig lobte er den den Nationalsozialisten nahestehenden Amerikanisch Deutschen Bund. Moseley war auch ein entschiedener Gegner des Präsidenten Franklin D. Roosevelt, den er einen Diktator nannte. Roosevelts Politik des New Deal lehnte er entschieden ab.
Auch nach dem Zweiten Weltkrieg blieb Moseley seiner rassistischen Haltung treu und kritisierte die Regierung von Präsident Dwight D. Eisenhower. Allerdings geriet er immer mehr aus dem Fokus der Öffentlichkeit. Er starb am 7. November 1960 in Atlanta in Georgia und wurde auf dem Friedhof der Militärakademie West Point beigesetzt. Sein Sohn James W. Moseley (1931–2012) war ein bekannter amerikanischer UFO-Forscher.

## Orden und Auszeichnungen
Moseley erhielt im Lauf seiner militärischen Laufbahn unter anderem folgende Auszeichnungen:
- Army Distinguished Service Medal (2-Mal)
- Orden der Ehrenlegion (Frankreich)
- Croix de Guerre (Frankreich)
- Order of the Bath (Großbritannien)
- Kronenorden (Belgien)
- Orden der Krone von Italien (Italien)